# Vò (torrente)
Il Vò è un torrente della provincia di Bergamo.

## Descrizione
Nasce sulle pendici del monte Demignone, nelle Alpi Orobie, in Val di Scalve, e scorre interamente nell'omonima valle posta nel territorio amministrativo di Schilpario. Presso lo Chalet del Vò riceve le acque del tributario Rio Venerocolino e confluisce dopo 7 km da destra nel Dezzo presso Ronco, frazione di Schilpario.
Di particolare interesse è la cascata che, durante il periodo invernale, ghiacciando diventa palestra meta apprezzata per gli arrampicatori.